# Agência Paranaense de Propriedade Industrial
Agência Paranaense de Propriedade Industrial (APPI) é uma unidade vinculada ao Instituto de Tecnologia do Paraná (TECPAR) e tem por objetivos: promover e orientar, na área técnica e de gestão, produtos e projetos desenvolvidos pela indústria e/ou pesquisadores ao adequado processo de registro de patentes e a preservação da propriedade intelectual paranaense.
A APPI faz parte, desde janeiro de 2003, da Rede Paranaense de Gestão em Propriedade Intelectual, juntamente com instituições universitárias como a UFPR e a UTFPR.
A principal metodologia de trabalho da APPI é na elaboração de cursos e seminários ou auxiliando no desenvolvimento de processos que viabilizem a transformação de um protótipo em produtos comercias, com a devida proteção e garantia, ao seu inventor, da propriedade intelectual certificada.